# Godless Truth
Godless Truth ist eine Death-Metal-Band aus Tschechien.

## Geschichte
Die Band wurde 1994 in Olomouc vom Gitarristen Petr Svancara, dem Bassisten Mark, dem Sänger Martin Panek und dem Schlagzeuger Jarda Hanzel gegründet. Sie wird auch zum sogenannten Slam Death Metal gezählt.
Nachdem sie ihr erstes Demo-Album namens Another Disease rausgebracht hatte, tourte sie lange durch Tschechien und die Slowakei. Es folgte ein weiteres Demoalbum, das ihr schließlich einen Vertrag bei Lord Mark Black Productions einbrachte, wo sie mit ihrem zusätzlichen Gitarristen Petr Svarc 1996 Desperation als EP veröffentlichte. Mit den zwei Promo-Songs Silentium und Don't Believe ging sie auf Labelsuche und wurde bei den französischen Deadsun Records fündig, die Desperation 1998 zusammen mit dem Demo als erstes volles Album der Band herausbrachte. Inzwischen hatte der ehemalige Manager 'denek Simecek das Mikrophon übernommen und sowohl Martin, als auch Jarda, Mark und Petr Svarc die Band verlassen. Zu dieser Zeit war die Band noch stark vom technischen Death Metal beeinflusst. Mit dem Aufkommen des Slam Death Metal fügte die Band ihrer Musik immer mehr Elemente dieses Substils zu.
In Michael Rucil fand die Band schnell einen nach eigenen Angaben ungelernten zweiten Gitarristen, der in kurzer Zeit einige ihrer Songs erlernte, musste aber für die Aufnahme des zweiten Albums Burning Existence 1999 einen Studioschlagzeuger verpflichten, bevor sie mit Jirka „George“ ein festes Mitglied hinter dem Schlagzeug fand. Die Band tourte daraufhin durch die ehemalige Tschechoslowakei und durch diverse europäische Länder, unter anderem zusammen mit Fleshless.
Im Jahr 2000 ging Godless Truth mit einem Promolied auf die Suche nach einem neuen Label, das sie nach zahlreichen Auftritten im Frühling und Sommer, unter anderem mit Disgorge, im tschechischen Shindy Productions fand. Dort wurde 2001 Self Realization herausgebracht. Sie trat bei vielen Konzerten mit teilweise namhaften Bands auf, so zum Beispiel mit Cryptopsy oder Dying Fetus. Danach verließ Schlagzeuger George die Band und auch der Ersatz Paul Bizzaro kehrte der Band nach einer Europatour mit Malignancy wegen der zu hohen Distanz seines Wohnortes zu dem Rest der Bandmitglieder den Rücken. Für ihn kam 2002 Libor „Tata“ Komas. 2003 trat mit Mira nach langer Zeit wieder ein Bassist als festes Mitglied in die Band ein, der aber 2004 durch Tom Smith ersetzt wurde. Im selben Jahr erschien auch ihr viertes Album Arrogance of Supreme Power auf Lacerated Enemy Records, dem Label des Sängers.
2005 erschien dann ein 3-way-Split mit den japanischen Vomit Remnants und den US-Amerikanern Carnivorous. Der Veröffentlichung einer weiteren Split-CD mit Devourment, Sect of Execration und Sarcolytic im Jahre 2006 folgte vier Jahre später die EP Too Late to Stop My Hate, auf der der musikalische Sound der Band wieder eher dem Technical Death Metal zuzuordnen ist.

## Diskografie
- 1994: Another Disease (Demo)
- 1996: Desperation (EP)
- 1997: Silentium (Demo)
- 1997: Desperation
- 1999: Burning Existence
- 2001: Self Realization
- 2004: Arrogance of Supreme Power
- 2005: 3 Way Split
- 2006: Limb Splitter (Split-EP) mit Devourment, Sect of Execration und Sarcolytic
- 2010: Too Late to Stop My Hate (EP)